# 遼西省
遼西省（りょうせい-しょう）は中華民国末期に中国共産党が設置した中国共産党革命根拠地。

## 歴史
1949年（民国38年）1月、冀察熱遼弁事処が遼西省に改編、省会が錦州市に設置され、1市9県を管轄した。
同年4月21日、遼北省を吸収合併、4市21県を管轄した。

## 行政区画
- 錦州市
- 四平市
- 阜新市
- 山海関市
- 錦県
- 綏中県
- 興城県
- 盤山県
- 台安県
- 遼中県
- 義県
- 康平県
- 法庫県
- 新民県
- 彰武県
- 阜新県
- 北鎮県
- 双遼県
- 黒山県
- 昌図県
- 梨樹県
- 開原県
- 鉄嶺県
- 昌北県